# KWTV-Sendemast
Der KWTV-Sendemast (auch als Griffin Television Tower Oklahoma bzw. Griffin Sendemast Oklahoma bekannt) war ein 480,5 Meter hoher abgespannter Sendemast für die Verbreitung von UKW-Rundfunkprogrammen in Oklahoma City, Oklahoma, USA.
Der KWTV-Sendemast war zum Zeitpunkt seiner Fertigstellung 1954 das höchste Bauwerk der Welt. Zwei Jahre später wurde er nach der Fertigstellung des KOBR-Sendemasten in Caprock, New Mexico, USA auf Platz 2 degradiert.
Heute existieren einige weitere Sendemasten vergleichbarer Höhe um Oklahoma City.
Der KWTV-Sendemast wurde im Jahr 2014 abgerissen.